# 국도 제201호선 (중국)

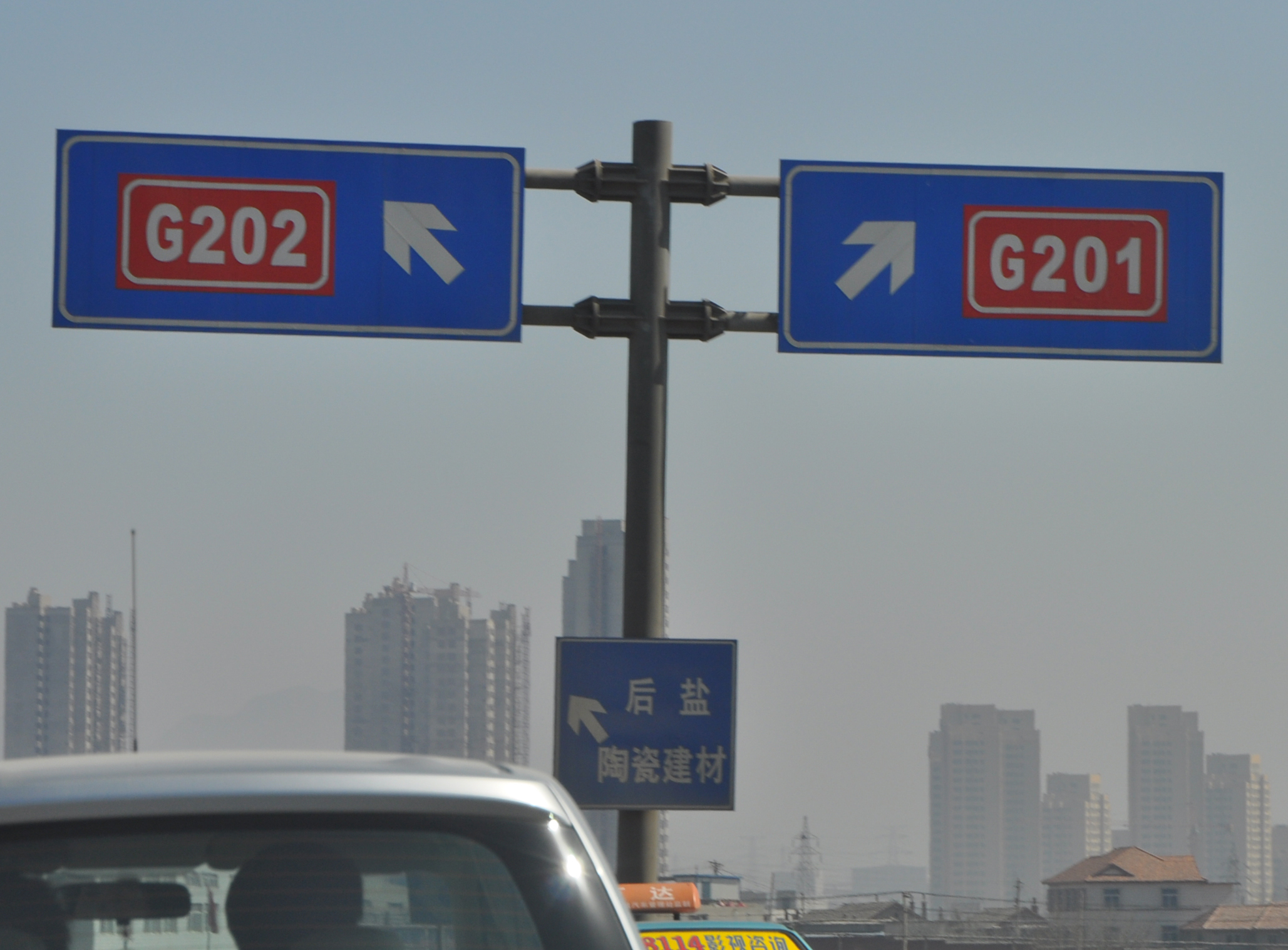
다롄시에서 서로 교차하고 있는 G201, G202 국도의 모습

국도 제201호선(중국어: 201国道)은 헤이룽장성 허강시에서 랴오닝성 다롄시까지 이어주는 총 연장 1,964 km 구간을 가진 일반 국도 노선이다. 그러나 중간에 한반도와 가장 인접하여 있는 도시인 단둥시를 관통하는 특이한 도로이기도 하다.

## 주요 경유지
주요 경로 및 거리는 다음과 같다.
| 주요 경로 및 거리 |           |
| \| 도시 \| 거리 (km) \| \| ------------------------- \| --------- \| \| 헤이룽장성 허강시 \| 0 \| \| 헤이룽장성 싱안구 \| 10 \| \| 헤이룽장성 자무쓰시 \| 66 \| \| 헤이룽장성 화난현 \| 162 \| \| 헤이룽장성 치타이허시 \| 219 \| \| 헤이룽장성 지시시 \| 305 \| \| 헤이룽장성 디다오구 \| 323 \| \| 헤이룽장성 마산구 \| 360 \| \| 헤이룽장성 린커우현 \| 388 \| \| 헤이룽장성 무단장시 \| 507 \| \| 헤이룽장성 닝안시 \| 542 \| \| 지린성 둔화시 \| 743 \| \| 지린성 푸쑹현 \| 1019 \| \| 지린성 장위안구 \| 1148 \| \| 지린성 바이산시 \| 1182 \| \| 지린성 퉁화시 \| 1244 \| \| 랴오닝성 환런 만족 자치현 \| 1342 \| \| 랴오닝성 콴뎬 만족 자치현 \| 1473 \| \| 랴오닝성 단둥시 \| 1575 \| \| 랴오닝성 둥강시 \| 1614 \| \| 랴오닝성 좡허시 \| 1745 \| \| 랴오닝성 진저우구 \| 1883 \| \| 랴오닝성 다롄시 \| 1919 \| \| 랴오닝성 뤼순커우구 \| 1964 \| |           |
| 도시 | 거리 (km) |
| 헤이룽장성 허강시 | 0         |
| 헤이룽장성 싱안구 | 10        |
| 헤이룽장성 자무쓰시 | 66        |
| 헤이룽장성 화난현 | 162       |
| 헤이룽장성 치타이허시 | 219       |
| 헤이룽장성 지시시 | 305       |
| 헤이룽장성 디다오구 | 323       |
| 헤이룽장성 마산구 | 360       |
| 헤이룽장성 린커우현 | 388       |
| 헤이룽장성 무단장시 | 507       |
| 헤이룽장성 닝안시 | 542       |
| 지린성 둔화시 | 743       |
| 지린성 푸쑹현 | 1019      |
| 지린성 장위안구 | 1148      |
| 지린성 바이산시 | 1182      |
| 지린성 퉁화시 | 1244      |
| 랴오닝성 환런 만족 자치현 | 1342      |
| 랴오닝성 콴뎬 만족 자치현 | 1473      |
| 랴오닝성 단둥시 | 1575      |
| 랴오닝성 둥강시 | 1614      |
| 랴오닝성 좡허시 | 1745      |
| 랴오닝성 진저우구 | 1883      |
| 랴오닝성 다롄시 | 1919      |
| 랴오닝성 뤼순커우구 | 1964      |

## 같이 보기
- 중화인민공화국의 일반 국도